# Phytocoris hispidus
Phytocoris hispidus är en insektsart som beskrevs av Stonedahl 1988. Phytocoris hispidus ingår i släktet Phytocoris och familjen ängsskinnbaggar. Inga underarter finns listade i Catalogue of Life.